# Ivan Pelizzoli
Ivan Pelizzoli  est un footballeur italien, né le 18 novembre 1980 à Bergame. Il évolue au poste de gardien de but.

## Carrière

### En club
- 1997-2001 : Atalanta  Italie (30 match)
  - 1999-2000 : US Triestina  Italie (prêt) (23 matchs)
- 2001-2006 : AS Rome  Italie (72 matchs)
  - 2005-2006 : Reggina Calcio  Italie (prêt) (21 matchs)
- 2006-jan. 2007 : Reggina Calcio  Italie (24 matchs)
- jan. 2007-2010 : Lokomotiv Moscou  Russie (20 matchs)
  - 2009-2010 : Albinoleffe  Italie (prêt) (23 matchs)
- 2010-2011 : Cagliari Calcio  Italie (0 matchs)
- 2011-2012 : Padova  Italie
- 2012-2014 : Pescara  Italie[1]
- depuis 2014 :  Virtus Entella

### En équipe nationale
- 2 sélections et 0 but avec l'équipe d'Italie en 2003 et 2004.

## Palmarès
- Vainqueur de la Supercoupe d'Italie en 2001 avec l'AS Rome
- Vainqueur de la Coupe de Russie en 2007 avec le Lokomotiv Moscou
- Médaille de bronze aux Jeux olympiques d'été de 2004 à Athènes